# Sisto Riario Sforza
Sisto Riario Sforza (Nápoles, 5 de dezembro de 1810 - Nápoles, 29 de setembro de 1877) foi um clérigo italiano , Arcebispo Católico Romano de Nápoles e Cardeal .

## Vida
Sforza, que pertencia às casas aristocráticas Riario e Sforza, nasceu em Nápoles. Ele era o filho de Giovanni Antonio Riario Sforza e sua esposa Maria Gaetana Cattaneo della Volta.
Sforza freqüentou o Pontifício Seminário Romano, a Pontifícia Academia Diplomática e a Universidade La Sapienza, em Roma. Em 23 de abril, ele foi premiado com o grau de Doutor em Teologia. Ele adquiriu seu hábito em 1 de janeiro de 1825 e, em 13 de fevereiro de 1825, seu cabelo foi raspado pela tonsura pela primeira vez. Ele recebeu em 25 de dezembro de 1826, as ordens inferiores e foi ordenado em 21 de abril de 1832 sub-diácono. Em 1 de setembro de 1833, ele recebeu em Nápoles pelo arcebispo de Nápoles Filippo Giudice Caracciolo o sacerdócio.
Ele trabalhou por muitos anos como Maestro da Casa dei Sacri Palazzi e cuidou das finanças do Colégio de Cardeais em 1865 e 1866 como tesoureiro do Santo Colégio dos Cardeais. Ele também foi um cânone da Basílica Vaticana e secretário particular do Papa no 1841.
Como secretário dos locais memoriais, ele acompanhou o Papa Gregório XVI em 1842 em sua viagem a Umbria e Rieti. Ele contribuiu para a conversão à fé católica romana de Otto-Magnus von Stackelberg e Demetrius Augustinus Gallitzin. O rei Fernando II propôs-no em 24 de abril de 1845 ao papa como bispo de Aversa.
Tendo para o 17 de maio de 1845 Pontifícias Obras assistentes trono tinha sido nomeado, deu-lhe no domingo, 25 de maio de 1845 em uma capela lateral da Basílica de São Pedro Cardeal Mario Mattei, o cardeal bispo de Frascati, a ordenação episcopal; Os co-conselheiros eram o arcebispo Ludovico Tevoli, amigo de Sua Santidade, e o arcebispo Luigi Maria Cardelli, O.F.M., cônego de São Pedro.
Fernando II, rei da Sicília, propôs em 6 de setembro de 1845 para o arcebispo de Nápoles. O Papa o criou em 24 de novembro de 1845, Arcebispo de Nápoles, e enviou-lhe o pálio no mesmo dia. Sisto Riario Sforza chefiou a Arquidiocese de Nápoles até sua morte. Em 19 de janeiro de 1846 o Papa Gregório XVI o levou com uma dispensação , como era seu tio cardeal, como cardeal padre com a igreja titular de Santa Sabina no Colégio dos Cardeais. Ele participou do Conclave em 1846, a partir do qual o Papa Pio IX emergiu, parte.
Após o colapso do Reino da Sicília, Sforza foi exilado à força de setembro de 1860 a julho de 1861 e de 1862 a 1866. Mais tarde, ele participou do Primeiro Concílio do Vaticano, onde falou contra o dogma da infalibilidade papal.
Sisto Riario Sforza morreu em 29 de setembro de 1877 com a idade de 66 anos em Nápoles, onde foi enterrado na Catedral de San Gennaro.

## Consequências
Enquanto Pio IX quando sua "mão direita" prestou homenagem, seu sucessor, o Papa Leão XIII, disse que ele não teria sido eleito papa tinha Cardeal Sforza vivo na época do conclave. 
O procedimento para sua beatificação começou em 1927, em Nápoles. Em 28 de junho de 2012, o Papa Bento XVI reconheceu a heróica virtude Sisto Riario Sforza. 